# Овсянников, Марк Иванович
Марк Ива́нович Овся́нников (1861 — ?) — крестьянин, депутат Государственной думы I созыва от Могилёвской губернии.

## Биография
По вероисповеданию православный. Из крестьян села Репки Луковской волости Рогачёвского уезда Могилёвской губернии.
Грамоте научился дома. Занимался земледелием.
26 марта 1906 года был избран в Государственную думу I созыва от общего состава выборщиков Могилевского губернского избирательного собрания. Внепартийный «прогрессист».
Дальнейшая судьба и дата смерти неизвестны.